# Ricardo Fernandes
Ricardo João Veludo Oliveira Fernandes, más conocido como Ricardo Fernandes (Leiría, Portugal, 28 de marzo de 1989), es un futbolista portugués. Se desempeña como centrocampista y actualmente milita en el Sporting de Pombal de la Leiria Football Association de Portugal.

## Trayectoria
Ricardo se formó en las juveniles del Sporting de Lisboa, al cual se unió en 2003. Ricardo sobresalió de tal manera que la Academia del Chelsea Football Club buscó su contratación en 2005. El 6 de enero de 2005, se informó que el Sporting presentó una denuncia ante la FIFA debido a que Ricardo, junto con Adrien Silva y Fábio Ferreira, habían entrenado con el Chelsea FC sin ninguna autorización. Sin embargo, en el verano de 2005, Ricardo y Fábio decidieron irse al Chelsea, con quien firmaron un contrato profesional la temporada siguiente.
Ricardo rápidamente se estableció en el equipo juvenil, convirtiéndose en parte fundamental del mediocampo del equipo. Sin embargo, la temporada siguiente fue afectada por las lesiones. Durante la primera parte de la temporada, Ricardo sufrió lesiones menores, antes de sufrir una devastadora lesión en el muslo a mitad de la temporada, ya que el músculo se había separado completamente del hueso. Irónicamente, el tiempo dedicado a la rehabilitación le valió para ganarse el respeto y la amistad del personal técnico del equipo, quienes lo apodaron "Ricky Tévez", debido a su parecido con el delantero argentino Carlos Tévez. Su regreso a las canchas fue en abril de 2008 con el equipo de reservas, además de seguir recuperando su ritmo en el equipo juvenil. Sin embargo, Ricardo no logró recuperarse completamente de su lesión, afectando su juego en todos los niveles, por lo que no tuvo más opción que abandonar al club en mayo de 2009, a pesar de que su contrato expiraba en junio.
Ricardo regresó a su natal Portugal para unirse al AC Marinhense durante la temporada 2009-10. Con este equipo disputó 18 partidos y anotó en una ocasión. Para la temporada 2010-11, Ricardo se unió al Sporting de Pombal. Con este equipo ha anotado un gol en tres partidos como sustituto.

## Selección nacional
Ricardo ha sido internacional con la Selección de Portugal Sub-16, Sub-17 y Sub-19.

## Clubes
| Club               | País       | Año             |
| ------------------ | ---------- | --------------- |
| Sporting de Lisboa | Portugal   | 2003 - 2005     |
| Chelsea FC         | Inglaterra | 2005 - 2009     |
| AC Marinhense      | Portugal   | 2009 - 2010     |
| Sporting de Pombal | Portugal   | 2010 - Presente |